# Musique ouïghoure
 (février 2025).
Si vous disposez d'ouvrages ou d'articles de référence ou si vous connaissez des sites web de qualité traitant du thème abordé ici, merci de compléter l'article en donnant les références utiles à sa vérifiabilité et en les liant à la section « Notes et références ».
La musique ouïghoure est la musique d'un des peuples turcophones du Xinjiang (les Kazakhs et leurs cousins culturels, les Mongols y sont également présents), en Chine (appelé Turkestan oriental par l'Empire russe et l'Empire britannique au XIXe siècle). Pays désertique pour une grande part, avec de grandes régions montagneuses, la musique s'y est développée dans des oasis devenues des foyers urbains. Dans l'ouest du pays (à Kachgar et Hotan), la musique savante et l'art d'interpréter les muqâms sont très proches de la pratique turco-persanne et elle a de fortes parentés avec la musique ouzbèke et la musique tadjike. À l'est (à Kumul) le style se rapproche de la musique chinoise. 
Les Ouïghours, peuple turc, retracent leur ascendance musicale jusqu'au XIe siècle av. J.-C., à l'époque du peuple Di. Sur les fresques bouddhistes de Kyzyl datant du Ve siècle, on voit des luths ronds ou piriformes à longs manches et des ensembles de harpe arquée, cithare, hautbois, flûte traversière, flûte de Pan, orgue à bouche, tambour en sablier et idiophones. Des sources chinoises citent des influences musicales des premiers peuples turcophones implantés dans la région dès le IXe siècle de notre ère ; il est possible que le pentatonisme trouvé en Chine ait une origine turque car nombre de musiciens turcs jouaient à la Cour de l'Empereur. Cette influence s'accentue avec la fondation du khanat de Kachgar et le développement de l'Islam. 
Par la Route de la soie, nombre d'idées, d'instruments et de styles sont ainsi apportés de l'ouest vers l'est, de l'Asie Centrale vers la Chine Centrale. Désormais cette musique fait aussi partie de la musique régionale chinoise.

## Musique savante
Le muqâm ouïghour se constitue au XVIe siècle à partir de diverses traditions distinctes antérieures (d'origines turco-mongoles) dont on peut remarquer la parfaite mixité des modes selon l'influence des dastgâhs iraniens et des maqâms arabo-turcs. Il n'a été transcrit et publié qu'en 1960 à la suite d'une collecte auprès de ses derniers représentants. L'ensemble forme un marathon musical de plus de vingt heures (similaire au maqôm ou à la nouba) avec environ 170 phases et 242 mélodies. Les muqâm ou mu ka mu sont composées de suites de chants ordonnées de manière stricte ; on distingue le kashgar muqâm, Turpan muqâm, qumul muqâm, Ili muqâm et Dolan muqâm ou  :
- Le muqâm de Kashgar et Yarkand, avec douze modes (muqâm) heptatoniques appelés aussi on ikki muqâm : Rak - Tchäbbiyat - Mushaviräk - Tchärigah - Pänjigah - Özhal - Äjäm - Oshaq - Bayat - Nava - Segah - Iraq. Le muqâm désigne aussi ici une suite modale en trois parties (naghma) :
  - bashi, chong nehgma ou qiongnai'eman, prélude vocal ou instrumental non rythmé, suivi de chants courts ou dansé, avec des interludes instrumentaux marghul.
  - dastan ou dasitan, trois à cinq chants narratifs populaires voire folkloriques, à caractère épique, rythmés et interrompus par des marghuls.
  - mäsräp, meshrep ou maixilaifu, cinq à sept chants finaux à danser, très rythmés et d'inspiration folklorique.
- Le muqâm de Turpan, chanté sur un accompagnement aux satar, tembur, dutâr, chang et dap ou sur le duo naghra-sunay. Il a neuf modes divisés en six sections :
  - Ghezel, chant non mesuré.
  - Yalangchekit, chant solo lent en rythme (5/4 ou 13/8).
  - Jula, en 4/4, est une pièce de danse.
  - Senem, en 4/4, une autre danse, plus rapide.
  - Nazirkum, une danse encore plus rapide.
  - Seliqe, en 4/4, une danse modérée.
- Le muqâm de Kumul, très récent[Quand ?], est tiré d'un ensemble de dix-neuf suites comportant entre huit et dix-sept chants folkloriques en mode pentatonique, précédés d'un muqeddime, une introduction non mesurée. Il est joué sur ghijak, rawap, chang et dap.
- Le muqâm d'Ili est double car constitué d'une part d'une version réduite de l'onikki muqâm et d'autre part d'une autre suite de chants folkloriques nommée Ili nakhshesi.
- Le muqâm de Dolan, récent aussi[Quand ?], appelé parfois bayawan ("désert") est très différent bien que joué aussi sur dap, rawap, ghijak et kalong. On y trouve des improvisations et des hétérophonies rares dans la région. Il est quant à lui interprété en neuf courtes suites dansées ou modes (penta, hexa ou heptatoniques) en cinq parties  :
  - Muqeddime, chant a cappella non mesuré.
  - Chekitme, en 6/4, début de la partie à danser.
  - Senem, en 4/4, danse rapide.
  - Seliqe, en 4/4, danse en cercle.
  - Serilma, en 4/4 ou 5/8, danse et transe en cercle.

Il peut être interprété aussi bien par un petit ensemble vocal et instrumental que par le duo populaire naghra-sunay (tambour-hautbois) ; il n'est pas réservé à une élite et est très souvent entendu à l'occasion des fêtes religieuses. D'autres formes de musiques instrumentales incluent l'ejem joué au tembur et dutâr et le tashway joué au rawap. Des musiciens comme Rozi Tanburi ou Abdulaziz Hashimov sont réputés.

## Musique folklorique
La musique vocale est très différente selon les régions (heptatonique à l'ouest et pentatonique ou hexatonique à l'est). Elle est représentée par des chants courts assemblés en suite (yurushi) et repertoriée par style tels le qoshaq (poésie déclamée), le leper (théâtre comique musical), l'eytshish (duo parlando) et le maddhi naghme (conte chanté a cappella), qui sont des chants narratifs ornementés et exécutés sur des rythmes aksaks. 
Il existe aussi des incantations soufies chantées lors de dhikr par les Musulmans, notamment le chant en falsetto hokmet. Là aussi des suites de chants sont interprétées lors de rituels dansés en groupe. Les femmes soufies appelées buwi ont une fonction élargie. Non seulement elles chantent des chants rituels monajat, mais elles pratiquent aussi les lamentations et des exorcismes khetmes. Les musiciens itinérants dévots sont appelés ashiq ou qalender et usent aussi de divers instruments pour accompagner leurs chants hokmet proche du meshrep classique.
La musique de danse se nomme senem et consiste en des suites de chants à danser (de six à treize) variables selon les régions mais avec toujours la même structure rythmique allant de lent au rapide. Bien que l'orchestration soit variable, il n'est pas rare de voir ici aussi se profiler le duo instrumental naghra-sunay, notamment sur le parvis des mosquées, lors des danses mystiques shadiyana et samâ'. Les danses populaires incluent nazirkom, at ussuli et ghaz ussuli. Elles accompagnent souvent les grandes réunions (meshrep) populaires ou les cérémonies de mariages.
La musique chamanique d'exorcisme est toujours pratiquée loin des villes. Les baqshi ou pirghun (bardes) y emploient des chants et de larges tambours daps.

## Instruments traditionnels

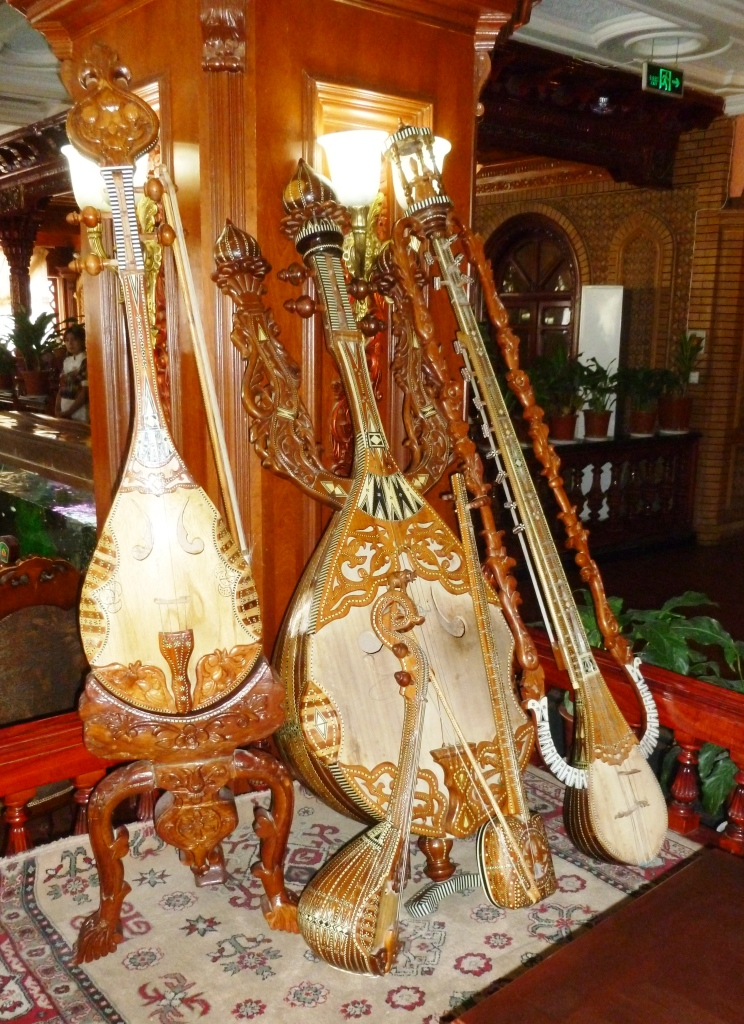
Instruments ouïghours de Kachgar.

Les instruments à vent incluent : balaman, ney, et sunay. Les instruments à cordes incluent :  dombura, dutâr, ghijak, kumuz, kushtar, qalun, rawap, satar, tambûr, et chang. Les percussions incluent : chong dap, dap, naghra, qoshuq, sapaya, et tash.

## Musiciens notables
- Perhat Khaliq (zh) (帕尔哈提) et son groupe Qeriq (酸奶乐队)[1]